# Estrela de Alagoas
Estrela de Alagoas est une municipalité brésilienne dans l'État de l'Alagoas.